# Marie-Pierre Vedrenne
Marie-Pierre Vedrenne (ur. 13 grudnia 1982 w Limoges) – francuska polityk i prawniczka, deputowana do Parlamentu Europejskiego IX i X kadencji.

## Życiorys
Kształciła się na Université Rennes-I, kończąc studia z zakresu prawa Unii Europejskiej i WTO. Działała w ruchu Młodych Europejskich Federalistów, była skarbniczką i wiceprzewodniczącą jego francuskiego oddziału (Les Jeunes Européens-France). Została wykładowczynią w ESUP Laval. W 2011 zatrudniona jako koordynatorka w Maison de l'Europe de Rennes et de Haute Bretagne, regionalnym centrum informacyjnym poświęconym Unii Europejskiej. W 2016 objęła stanowisko dyrektora tej instytucji.
W wyborach w 2019 z listy zorganizowanej wokół prezydenckiego ugrupowania LREM (jako kandydatka Ruchu Demokratycznego) uzyskała mandat posłanki do Europarlamentu IX kadencji. W wyborach w 2021 została wybrana na radną Bretanii. W 2024 utrzymała mandat eurodeputowanej na kolejną kadencję.